# Eoporis
Eoporis es un género de escarabajos longicornios de la tribu Acanthocinini.

## Especies
Eoporis
- Eoporis elegans adamanensis Breuning, 1961
- Eoporis elegans curtithorax Pic, 1925
- Eoporis elegans laosensis Breuning, 1963
- Eoporis elegans Pascoe, 1864

Eoporimimus
- Eoporis bifasciana Schwarzer, 1925
- Eoporis differens Pic, 1926
- Eoporis mitonoi (Seki, 1946)
- Eoporis pedongensis Breuning, 1969
- Eoporis simillima Hayashi, 1974